# Renate Wagner-Rieger

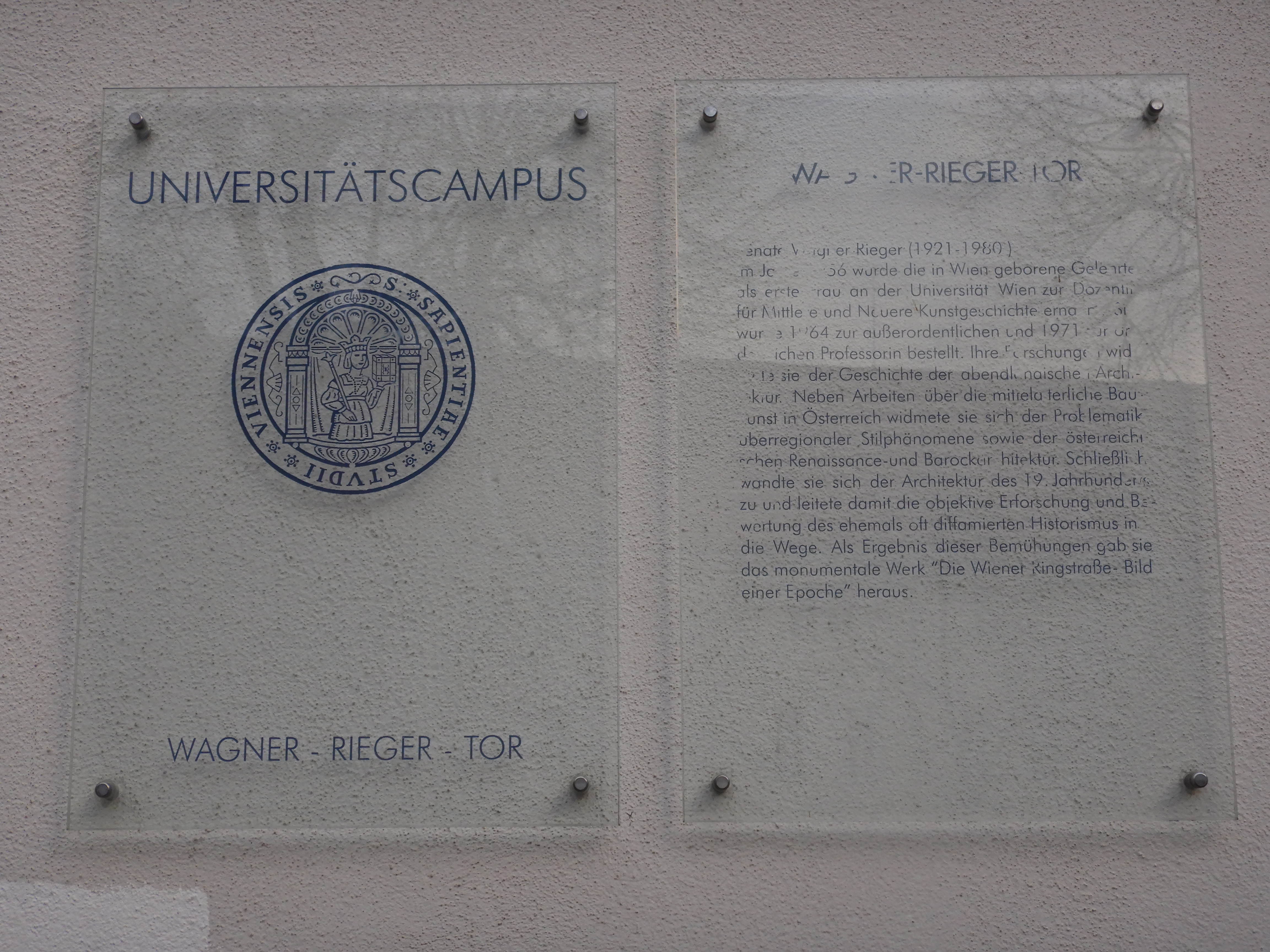
Gedenktafel für Renate Wagner-Rieger

Renate Wagner-Rieger (* 10. Jänner 1921 in Wien; † 11. Dezember 1980 ebenda) war eine österreichische Kunsthistorikerin.

## Leben
Renate Rieger besuchte zunächst eine Handelsschule und legte erst 1941 die Externistenmatura ab. Ab 1942 studierte sie Kunstgeschichte bei Hans Sedlmayr und Karl Oettinger. Sie wurde 1947 bei Karl M. Swoboda mit einer Dissertation über die Fassade des Wiener Wohnhauses vom 16. bis zur Mitte des 18. Jahrhunderts promoviert.
Wagner-Rieger gelang es, von der Institutsbibliothekarin zur anerkannten Forscherin und Lehrstuhlinhaberin aufzusteigen. Sie wirkte als Dozentin, ab 1964 als außerordentliche Professorin und 1971 bis 1980 als Ordinaria der Kunstgeschichte an der Universität Wien.
Besonderes Augenmerk widmete Wagner-Rieger der zuvor vernachlässigten und teilweise abgewerteten Epoche des Historismus (Die Gliederung in Romantischen Historismus, Strengen Historismus und Späthistorismus stammt von ihr). Sie initiierte das große, von der Fritz Thyssen Stiftung und der Stadt Wien geförterte Forschungsprojekt zur Wiener Ringstraße (1968ff.).
1976 wurde Renate Wagner-Rieger der Preis der Stadt Wien für Geisteswissenschaften verliehen.
Renate Wagner-Rieger war seit 1956 mit dem Historiker Walter Wagner verheiratet und Mutter von drei Kindern. Sie starb nach kurzer, schwerer Krankheit wenige Wochen vor ihrem 60. Geburtstag. Sie wurde am Wiener Zentralfriedhof bestattet.
Nach ihr wurde 1998 das Wagner-Rieger-Tor auf dem Campus der Universität Wien benannt.

## Veröffentlichungen (Auswahl)
- Die italienische Baukunst zu Beginn der Gotik, 2 Bände, 1956/57
- Das Wiener Bürgerhaus des Barock und Klassizismus, 1957
- Das Schloß zu Spittal an der Drau in Kärnten, 1962
- Wiens Architektur im 19. Jahrhundert, 1970
- Das Haus der Österreichischen Akademie der Wissenschaften, 1972